# Eunica agele
Eunica agele är en fjärilsart som beskrevs av Adalbert Seitz 1913. Eunica agele ingår i släktet Eunica och familjen praktfjärilar. Inga underarter finns listade i Catalogue of Life.